# ناردين
النارِدِين أو السنبل أو النردين جنس نباتي ينتمي إلى الفصيلة المعزية الورق (كانت في الفصيلة الناردينية السابقة) ويضم أنواعًا عديدة من النباتات أهمها الناردين المخزني.

## من أنواعه
- الناردين السلتي (باللاتينية: Valeriana celtica)
- الناردين المخزني (باللاتينية: Valeriana officinalis)
- الناردين مدبب الفصوص (باللاتينية: Valeriana acutiloba)